# Altamiro de la Cueva
Altamiro de la Cueva es una serie de historietas humorísticas de ficción (y nombre de su personaje de ficción principal), creados en 1965 por Joan Bernet Toledano y Carles Bech para la revista española TBO.

## Argumento y personajes
En estas historietas se contaban las aventuras de un grupo de cavernícolas prehistóricos. Altamiro no es el más fuerte ni el más poderoso de su tribu, pero es ingenioso y observador, y colabora con la comunidad.
Los personajes de estas historietas son hombres blancos, físicamente iguales que los modernos, pero vestidos con pieles. Altamiro tiene el pelo negro y una ligera barba. En sus páginas abundan los anacronismos, y el mismo Altamiro apaña inventos que en la historia real tardarían mucho en llegar.